# وزارة التخطيط والتنمية والمبادرات الخاصة (باكستان)
وزارة التخطيط والتنمية والمبادرات الخاصة ( (بالأردوية:  وزارت منصوبہ بندی ترقی و خصوصی امور )‏ ، (والمختصر كـ MoPD ) يرأسها وزير التخطيط والتنمية والمبادرات الخاصة، الذي يجب أن يكون عضوًا في البرلمان الباكستاني . ويشغل الوزير أيضًا منصب نائب رئيس لجنة التخطيط في باكستان . والرئيس الإداري للوزارة هو وزير التخطيط والتنمية في باكستان .

## لجنة التخطيط في باكستان

### رؤية 2025
رؤية 2025 هي خطة التنمية طويلة المدى للبلاد والتي تهدف إلى إنشاء دولة قادرة على المنافسة عالميًا ومزدهرة توفر نوعية حياة عالية لجميع مواطنيها.   

#### المجالات ذات الأولوية
- الطاقة المتكاملة [4]
- تحديث البنية التحتية
- الإصلاح المؤسسي وتحديث القطاع العام
- القيمة المضافة في القطاعات المنتجة للسلع الأساسية
- ترويج الصادرات
- الأمن المائي والغذائي
- النمو وريادة الأعمال بقيادة القطاع الخاص
- العمل المناخي

## أنظر أيضاً
- الشركة اللوجستية الوطنية (NLC)
- اقتصاد باكستان

## روابط خارجية
- وزارة التخطيط والتنمية
- المركز الوطني لتطوير الأسمدة
- المعهد الباكستاني لاقتصاديات التنمية